# Lašvanska dolina
 Ovo je glavno značenje pojma Lašvanska dolina. Za druga značenja pogledajte Lašvanska dolina (razdvojba).
Lašvanska dolina (dolina rijeke Lašve) proteže se od jugoistočnih padina planine Vlašić (iznad Travnika) do Busovače. Ova se dolina formirala na 390-480 m nadmorske visine. Od sutjeske Lašve poslije Travnika, pa do sutjeske prije Kaonika, Lašvansko polje dugo je oko 17 km, a širina mu je različita i iznosi prosječno 3 km.
Zbog važnog geografskog položaja Lašvanska je dolina uvijek bila prometno važna, jer prirodno spaja dolinu Bosne na istoku s vrbaskom dolinom na zapadu. Tako je i danas, iako kvaliteta prometnica danas ne odražava u potpunosti važnost ovog prometnog pravca.
Tragovi naselja na prostoru doline sežu u daleku prošlost, kada su Kelti, Iliri i Rimljani ispirali zlato iz Lašve. S Ilirima kao autohtonim stanovništvom, te s Rimljanima koji početkom naše ere osvajaju balkanske prostore i lašvanski kraj ulazi u povijesni period i pod višestoljetni utjecaj rimske antičke civilizacije. Po sačuvanim ostacima vidi se da je ovaj kraj u antičko doba bio dobro naseljen i da već tada možemo računati s nastankom prvih gradskih naselja na ovom prostoru.
Tijekom bošnjačko-hrvatskog sukoba, oko 70.000 Hrvata se našlo u okruženju, izolirano od ostatka svijeta, stisnuto u enklavi, u Lašvanskoj dolini, od Nove Bile i Novog Travnika preko Viteza do Busovače, dugoj 30 i širokoj 2 kilometra. Spas u obliku hrane, materijalne i moralne podrške donio je Bijeli put.